# 戸沢佑介
戸沢 佑介（とざわ ゆうすけ、1932年3月8日 - ）は、東京都出身の俳優。身長165cm、体重67kg。血液型はO型。希楽星所属。

## 出演

### テレビドラマ
NHK
- 大河ドラマ
  - 竜馬がゆく（1968年） - 池知退蔵 役
  - 元禄太平記（1975年） - 大久保権右衛門 役
  - 風と雲と虹と（1976年）
  - 花神（1977年） - 安田多膳 役
  - 黄金の日日（1978年） - 古田重然 役
  - 草燃える（1979年） - 吉田経房 役
  - 峠の群像（1982年） - 茶屋四郎次郎 役
  - 真田太平記 (テレビドラマ)（1985 - 1986年） - 小山田信茂 役
  - 独眼竜政宗（1987年） - 黒川晴氏 役
  - 武田信玄（1988年）
  - 春日局（1989年） - 里村紹巴 役
  - 花の乱（1994年） - 細川持之 役
  - 八代将軍吉宗（1995年） - 石河章長 役
- 霧の旗（1972年） - バー「海草」の客
- 明治の群像 海に火輪を（1976年） - 後藤象二郎 役
- 連続テレビ小説（NHK）
  - マー姉ちゃん（1979年）第153回 - 医者
- 御宿かわせみ（1981・1983年）
- 宮本武蔵（1984 - 1985年） - 常蔵 役
- 真田太平記（1985 - 1986年）
- ズッコケ三人組（1999年）
- すずらん（1999年） - 清城房之助 役
- 蜜蜂の休暇（2001年） - 足立老人 役

日本テレビ
- 新五捕物帳（1978年） - 同心
- 働きマン（2008年） - 糸山左舷 役
- 火曜サスペンス劇場
  - 「取調室4殺人罪成立の必要条件? 県警本部がタレント助教授の策略に挑んだ十日間」（1996年4月30日） - 榊原重四郎 役

TBS
- あゝ同期の桜（1967年）
- 東芝日曜劇場「松本清張おんなシリーズ・張込み」（1978年）
- 天皇の料理番（1980年） - 厨士
- Gメン'75　第342話「ストッキング絞殺事件」（1981年） - 今田警部（捜査一課） 役
- 黒革の手帖（1984年）
- スクール☆ウォーズ（1984 - 1985年） - 糸井英介 役
- 月曜ドラマスペシャル
  - 「ブライダルコーディネーターの事件簿2」（1998年）
- ドラマ30
  - 家族曲線（1998年、CBC）
- 月曜ミステリー劇場
  - 「陰の季節4」（2002年） - 坂下
  - 「名探偵キャサリン12」（2002年） - 南条智史 役
  - 「浅見光彦シリーズ19」（2004年） - 稲垣高志 役
  - 「外科医零子3」（2004年） - 及川剛三 役
  - 「税務調査官・窓際太郎の事件簿13」（2005年） - 山川清之介 役

フジテレビ
- 白い巨塔・田宮版（1978 - 1979年） - 医師会幹部
- アナウンサーぷっつん物語（1987年） - 米田キャスター 役
- さよなら李香蘭（1989年）
- ニュースの女（1998年）
- 殴る女（1998年）
- ラブコンプレックス（2000年） - 松方社長
- 美女か野獣（2003年） - 橋本常務 役
- 白い巨塔・唐沢版（2003年） - 裁判長
- 救命病棟24時（2005年） - 堀内代議士
- CHANGE（2008年） - 大亀順三郎 役
- SP（2008年） - 里見俊彦 役
- 金曜エンタテイメント
  - 「信濃のコロンボ事件ファイル2」（1999年） - 宍戸弘文 役
- 金曜プレステージ
  - 「名司会者・寿鶴子 殺人スピーチ3」（2007年） - 徳丸善三 役
- カインとアベル（2016年）

テレビ朝日
- 氷点（1966年）
- 新ハングマン 第15話「通り魔に夫の出世を賭ける妻」（1983年、ABC） - サイエンス総会幹部
- 女ふたり捜査官 第16話「逆転！暴かれた離婚劇」（1987年、ABC / テレパック）
- てっぺん（1999年）
- 恋人はスナイパー（2001年） - 山本代議士 役
- 松本清張 黒革の手帖（2004年）
- ラストメール（2008年）
- サラリーマン金太郎（2008 - 2010年） - 海原徳次 役

テレビ東京
- 大江戸捜査網 第557話「悪役志願 替え玉一発勝負」（1982年） - 元勘定奉行・桂木式部 役

### 映画
- 太陽（2005年） - 木戸幸一 役
- 沈まぬ太陽（2009年）
- ゴールデンスランバー（2010年） - 海老沢克夫（幹事長） 役